# 36-та загальновійськова армія (РФ)
36-та загальновійськова армія (36 ЗА, в/ч 05776) — військове об'єднання Сухопутних військ Збройних сил Росії чисельністю в армію. Перебуває у складі Східного військового округу. Штаб армії — м. Улан-Уде, Бурятія.

## Історія
Після розпаду СРСР 55-й армійський корпус Забайкальського військового округу увійшов до складу Збройних сил РФ. Цей корпус був утворений напередодні в 1989 році в результаті переформування управління радянської 36-ї загальновійськової армії та був її правонаступником.
Управління корпусу знаходилось в м. Борзя Читинської області.
Основними з'єднаннями корпусу були 122-га гвардійська кулеметно-артилерійська дивізія (c. Даурія) та 131-ша гвардійська кулеметно-артилерійська дивізія (с. Ясна).
У 1996 році було розформовано з'єднання протиповітряної оборони корпусу 240-ву зенітно-ракетну бригаду (в/ч 52213).
30 листопада 1997 року на базі управління 55-го армійського корпусу розпочалось розгортання управління армії. Першим командиром став Абрашин Євген Єгорович. Переформування було завершене 1 березня 1998 року.
Відбулось розгортання ряду частин. На основі 6084-ї бази зберігання озброєння та техніки інженерних військ на 1 травня 1998 року було завершено формування 27-го інженерно-саперного полку.
З грудня 1998 року армія в складі Сибірського військового округу, що був утворений в результаті злиття двох округів — Забайкальського та Сибірського.
В лютому 2009 року штаб армії був передислокований в Улан-Уде.
В 2014 році був сформований полк радіаційного, хімічного та біологічного захисту.
В кінці 2016 року була сформована нова 35-та зенітна ракетна бригада з дислокацією в Джиді. Бригаду планували озброїти ЗРК «Бук-М2», проте в 2017 році вона отримала новіший комплекс «Бук-М3» та стала другим з'єднанням ППО Сухопутніх військ, що отримала цей комплекс на озброєння.. 

### Війна проти України
2 березня 2022 року Головнокомандувач ЗСУ Валерій Залужний повідомив, що в ході боїв на Чорнобильському напрямку дістав поранення начальник штабу 36-ї загальновійськової армії, а також начальник штабу 11-ї десантно-штурмової бригади (Улан-Уде). Депутат Олексій Гончаренко сказав, що українська армія знищила командний пункт росіян у селі Дитятки поблизу Чорнобиля, і начальник штабу 36-ї армії генерал-майор Сергій Нирков втік у місто Мозир до Білорусі.

## Склад

### Поточний
- управління (Улан-Уде);
- 5-та окрема гвардійська танкова Тацинська Червоного прапора ордена Суворова бригада (ст. Дивізіонна);
- 37-ма окрема гвардійська мотострілецька Будапештська Червонопрапорна, ордена Червоної Зірки, Донська козача бригада імені Е. А. Щаденко, в/ч 69647 (м. Кяхта);
- 30-та артилерійська бригада (ст. Дивізіонна);
- 103-тя ракетна Червонопрапорна, орденів Кутузова та Богдана Хмельницького бригада, в/ч 47130, на озброєнні ОТРК «Іскандер» (Улан-Уде-4);
- 35-та зенітна ракетна бригада (с. Джида, Бурятія); на озброєнні ЗРК «Бук-М3»;
- 75-та бригада управління (Улан-Уде);
- 102-та окрема бригада МТЗ (м Гусиноозерськ-3);
  - 332-й окремий трубопровідний батальйон
- 26-й полк РХБ захисту (селище Онохой, Бурятія).

### Станом на 01.05.1998[3]
- управління (Борзя);
- 5 гвардійська танкова дивізія;
- 131-ша гвардійська кулеметно-артилерійська дивізія;
- 6 гвардійська БЗОТ;
- 5009 БЗОТ;
- 6052 БЗОТ;
- 200 артилерійська бригада,  в/ч 48271, смт. Горний;
- 47 бригада МТЗ;
- 965 реактивний артилерійський полк;
- 27 окремий інженерно-саперний полк, в/ч 01737, м. Борзя;
- 175 окремий полк зв'язку.

## Командування
- 30.10.1997 — 08.1998 Абрашин Євген Єгорович[3]
- 08.1998 — 07.2000 генерал-лейтенант Колмаков Олександр Петрович
- 12.2003 — 02.2007 генерал-лейтенант Чіркін Володимир Валентинович
- 01.2020 генерал-лейтенант Солодчук Валерій Миколайович